# くだらないうた
『くだらないうた』は、秀吉の3枚目のオリジナルミニアルバム。2011年8月3日にLastrum Music Entertainment Inc.からリリースされた。

## 概要
秀吉にとっての3枚目となるオリジナルミニアルバム。全7曲。
前作フルアルバム「むだい」リリースのツアーを最後に前ドラマーが脱退。当初はサポートだった内田とともに制作され、曲作りにも積極的に参加していたことから完成後正式メンバーとなる。
「くだらないうた」というタイトルについて、柿澤は「日常のごくごくありふれたことを歌っているんですけど、この曲って世界平和とかそういった大きなテーマの曲と比べたらすごく“くだらない”んですよ。日々の生活でありふれているもの、けれども欠かせない大切なもの＝“くだらない”。今回はアルバム通してそういう雰囲気を感じたんですね。日常のありふれたことを歌っているアルバム、だから「くだらないうた」なんです。」と語っている。
アルバムアートワークは柿澤によるものである。

## エピソード
- 前ドラム脱退後の2011年に入ってから曲作りを開始し、レコーディングまで約2か月という短い期間を自ら課して制作された。
- アルバムとしては内田が参加した唯一の作品である。
- クリープハイプの尾崎世界観は、タワーレコードが発行するフリーペーパーbounceにてCDマイベスト5に「くだらないうた」を挙げている。[2]

## 収録曲
（全作詞・作曲：柿澤秀吉、編曲：秀吉）
1. 花かざぐるま [3:42]
本作のリードトラック。
MVが存在する。
2. 新しい靴 [4:01]
発売に先駆けてiTunes Storeにて期間限定で無料配信された。[3]
3. 僕の名前 [4:35]
リードトラック候補曲であった。
4. くだらない話 [3:53]
ペダルスチールがフィーチャーされている。
5. あお [4:05]
6. その声で [3:20]
7. 夜の唄 [5:05]
柿澤による弾き語りで一発録音後、ピアニカを入れたいと思い立ち、そのまま購入しに行ったという。ピアニカも柿澤自身が演奏している[1]。